# 明治神宮前駅
明治神宮前駅（めいじじんぐうまええき）は、東京都渋谷区神宮前にある、東京地下鉄（東京メトロ）の駅。
旅客案内上は「明治神宮前〈原宿〉駅」（めいじじんぐうまえ はらじゅくえき）と呼称される。

## 概要
千代田線・副都心線が乗り入れる。駅番号は、千代田線がC 03、副都心線がF 15となっている。
また、東日本旅客鉄道（JR東日本）山手線の原宿駅の至近にあり、乗り換え駅として案内されるほか、千代田線を経路とする定期券では連絡運輸が実施されている（副都心線については対象外で渋谷駅経由での取り扱いとなる）。
駅名の通り明治神宮に近接しているが、明治神宮にはJR原宿駅の方が近い。2010年3月に行われた山括弧付きの「〈原宿〉」の併記は、人気地区である原宿にあることを強調し、特に休日の利用者を増加させることを意図している。
副都心線は開業当初、各駅停車のみの停車であったが、2010年のダイヤ改正で土休日ダイヤの急行停車駅に加わり、2016年改正からは平日ダイヤの急行、2023年改正からは通勤急行も停車するようになった。
当駅は、「表参道駅務管区明治神宮前地域」として近隣の駅を管理している。

## 歴史
- 1962年（昭和37年）：都市交通審議会答申第6号において、東京8号線が規定される[7]。
- 1964年（昭和39年）12月6日：建設省（現在の国土交通省）告示3379号で、第6号答申の東京8号線は東京9号線として確定し、原宿駅（仮称）の設置が正式に決定。

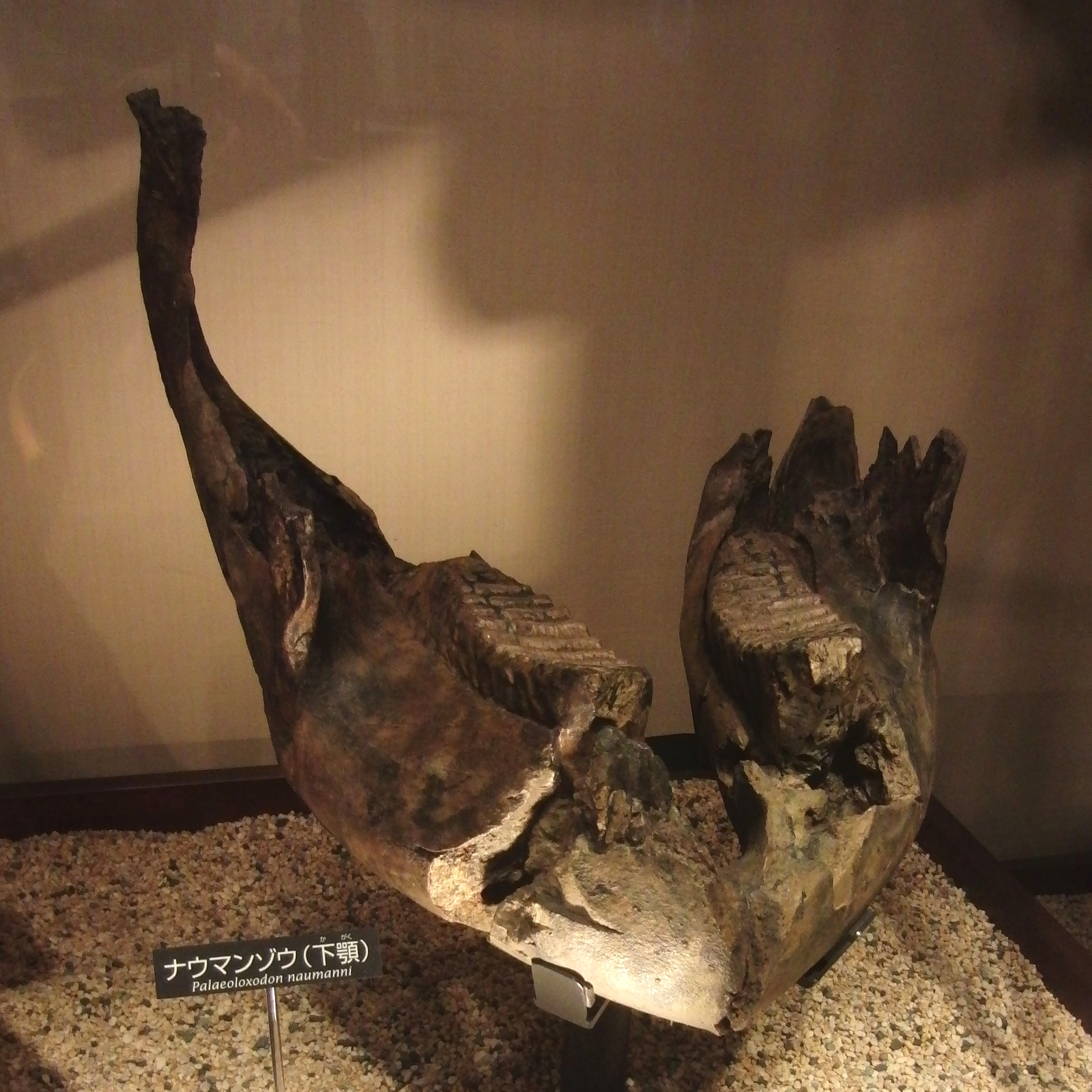
工事の際に出土したナウマンゾウの化石の一部（国立科学博物館蔵）

- 1972年（昭和47年）10月20日：帝都高速度交通営団（営団地下鉄）千代田線の霞ケ関 - 代々木公園間開業により開業[8]。同時に日本国有鉄道（現・東日本旅客鉄道）原宿駅と乗り換え業務を開始。
  - 従来は銀座線に「神宮前駅」が存在したが、当駅開業に合わせて表参道駅に改称した。
  - 当駅建設中に、ナウマンゾウの化石1頭分が発掘された[9]。
- 1973年（昭和48年）11月1日：定期券発行機を導入[10]。中野坂上駅、国会議事堂前駅と同時に導入された。
- 2002年（平成14年）夏：駅冷房を開始[10]。
- 2004年（平成16年）4月1日：営団地下鉄民営化に伴い、当駅は東京地下鉄（東京メトロ）に継承される[11]。
- 2007年（平成19年）3月18日：ICカード「PASMO」の利用が可能となる[12]。
- 2008年（平成20年）6月14日：副都心線の駅が開業[13][14]。副都心線駅構内は当初より駅冷房を導入[10]。
- 2010年（平成22年）3月6日：案内状の表示を「明治神宮前〈原宿〉駅」に変更[2]。副都心線のダイヤ改正により、土曜・休日ダイヤにおいて急行の停車を開始[2]。
- 2016年（平成28年）3月28日：副都心線のダイヤ改正により、平日ダイヤにおいて急行の停車を開始[5]。
- 2018年（平成30年）10月27日：千代田線ホームに発車メロディを導入。
- 2023年（令和5年）3月18日：副都心線のダイヤ改正により、通勤急行の停車を開始[15]。この改正より、S-TRAINを除く全ての列車が当駅に停車することとなった。
- 2024年（令和6年）4月26日：定期券うりばの営業を終了[16]。

## 駅構造
千代田線と副都心線は、千代田線ホームの1層下の地下4階に設置される連絡通路により、改札内での乗り換えが可能である。
千代田線は島式ホーム1面2線を有する地下駅で、表参道の直下、明治通りと原宿駅の間に位置する。平日朝ラッシュ時の北千住方面からの列車の一部は当駅止まりとなり、代々木公園の地下にある留置線に入庫する。なお、留置線から出庫する場合は始発駅の代々木上原駅まで回送される。
副都心線は島式ホーム1面2線を有する地下駅で、明治通りの直下、千代田線の下部に位置する。改札階は地下4階、ホーム階は地下5階となる。新宿三丁目駅や渋谷駅と同様、ホームに吹き抜けを設けている。

### のりば
| 番線                      | 路線     | 行先                       |
| ------------------------- | -------- | -------------------------- |
| 千代田線ホーム（地下3階） |          |                            |
| 1                         | 千代田線 | 代々木上原・伊勢原方面     |
| 2                         | 千代田線 | 北綾瀬・我孫子・取手方面   |
| 副都心線ホーム（地下5階） |          |                            |
| 3                         | 副都心線 | 渋谷方面                   |
| 4                         | 副都心線 | 和光市・森林公園・飯能方面 |

（出典：東京メトロ:構内図）
- 千代田線ホームは代々木上原寄りのホームがカーブしているため、終日駅員による立ち番がいる。

### 発車メロディ
全ホームでスイッチ制作の発車メロディ（発車サイン音）を使用している。
| 番線 | 路線     | 曲名                 | 作曲者   |
| ---- | -------- | -------------------- | -------- |
| 1    | 千代田線 | 月夜のカーニバル     | 塩塚博   |
| 2    | 千代田線 | カトレアの花束       | 塩塚博   |
| 3    | 副都心線 | てんとう虫のステップ | 塩塚博   |
| 4    | 副都心線 | ゆっくり行こう       | 谷本貴義 |

### 改札内設備
- 改札口は地下1階西側の代々木公園方面出入口1 - 3側、地下2階東側の明治通り方面出入口4 - 6側、地下4階の副都心線コンコース部の合計3か所である。
- 売店（METRO'S）は千代田線ホーム（地下3階）にある。
- トイレは改札口付近に合計3か所。すべて多機能トイレを併設している。
- エレベーターは以下の3か所に設置されている。
  - 千代田線代々木上原側改札口 - 千代田線ホーム間
  - 千代田線綾瀬側改札口 - 千代田線ホーム - 副都心線乗り換え通路間
  - 副都心線改札口 - 副都心線ホーム間
- エスカレーターは、ホームと改札階を連絡する階段部のすべてと、千代田線ホーム - 副都心線乗り換え通路間の、合計7か所に設置されている。

### 改札外設備
- 定期券売り場が1番出口そばにある。
- エレベーターは合計3か所で、地下1階と2番出入口、地下2階と6番出入口、地下4階と神宮前交差点北東角（GAPのある側）を連絡している。
- エスカレーターは合計3か所で、地下1階と2番出入口、地下2階と5番出入口、地下2階と地下4階、地下4階と7番出入口を連絡している。

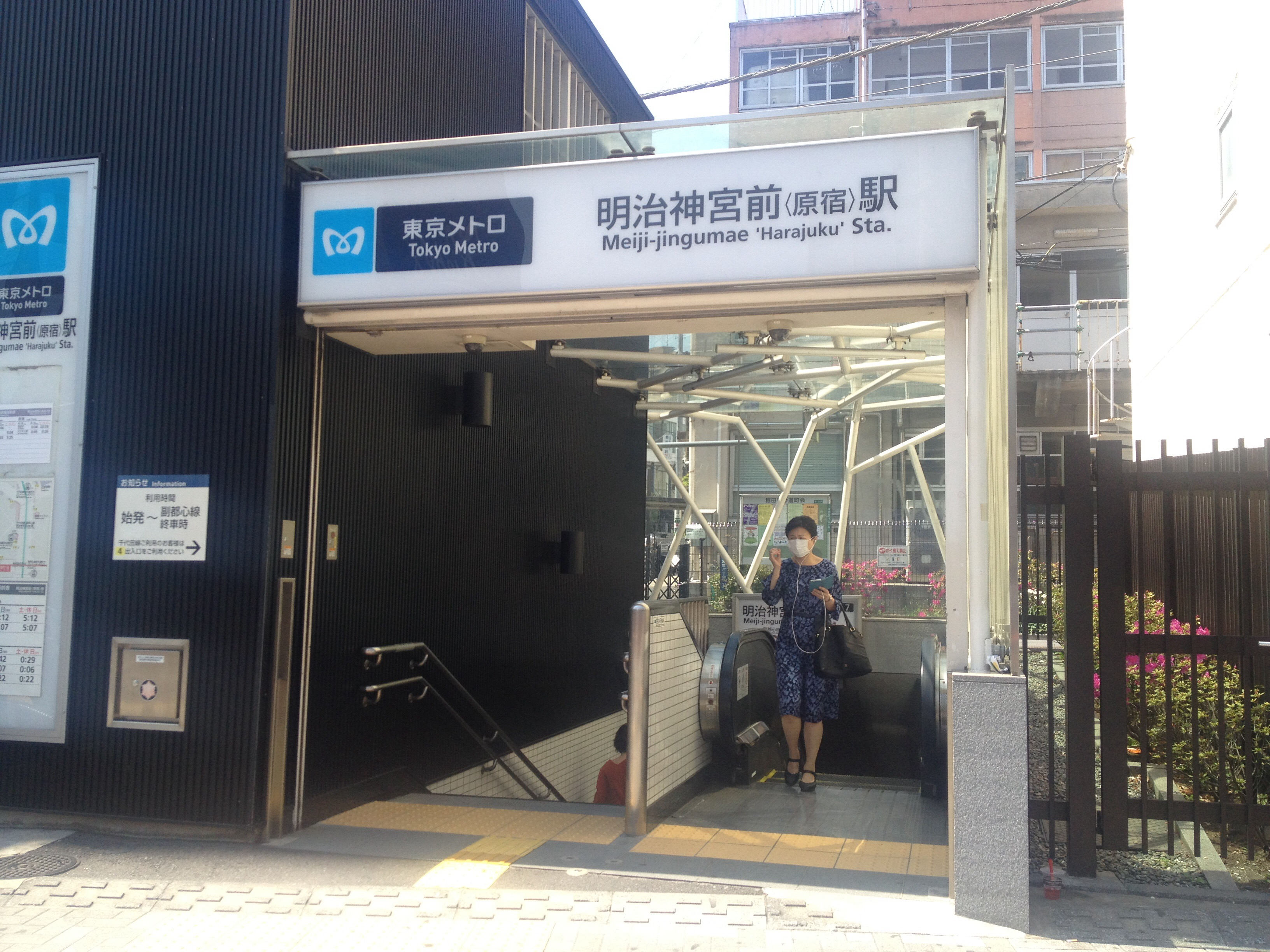
7番出入口（2018年4月）
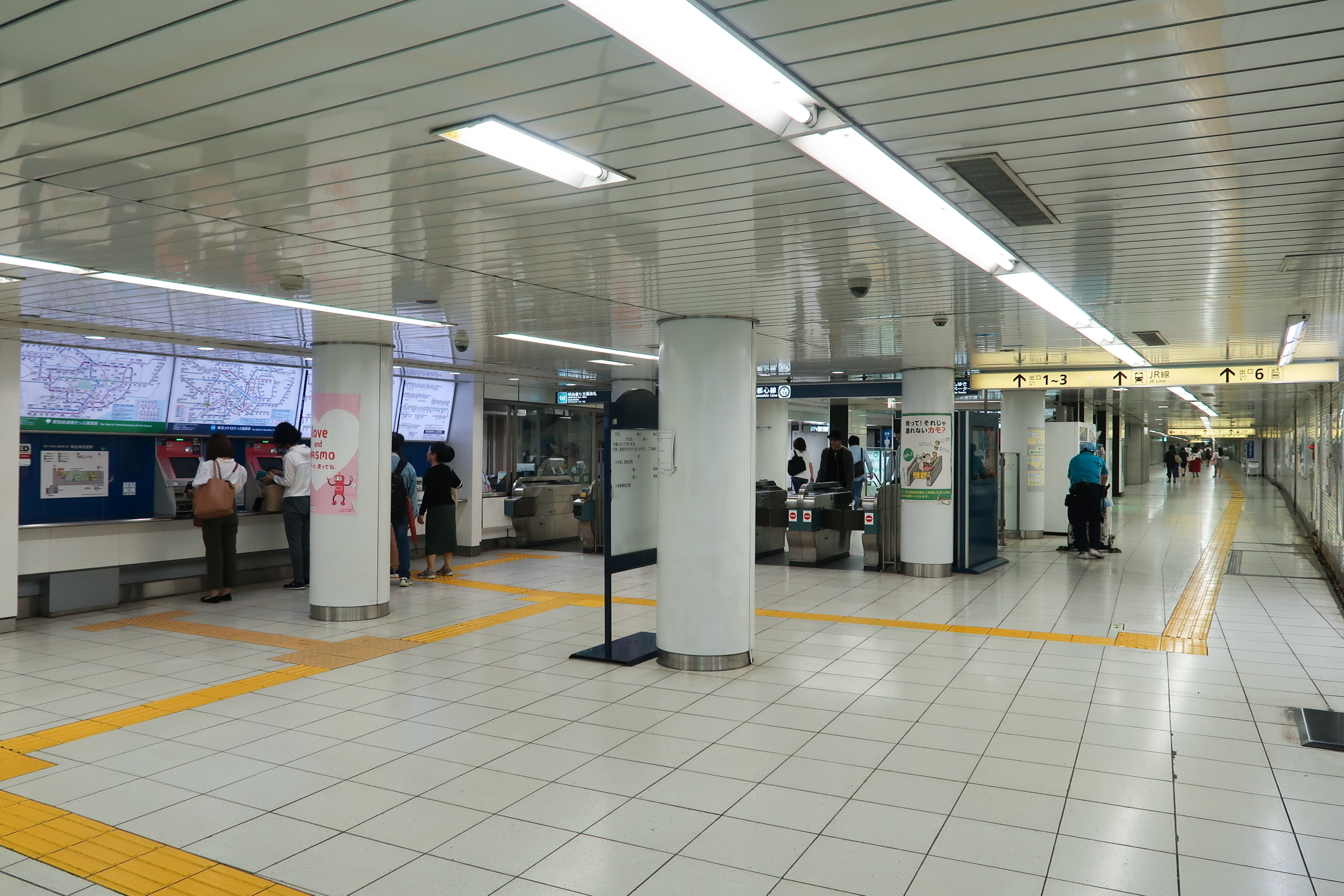
明治通り方面改札口（2018年5月）
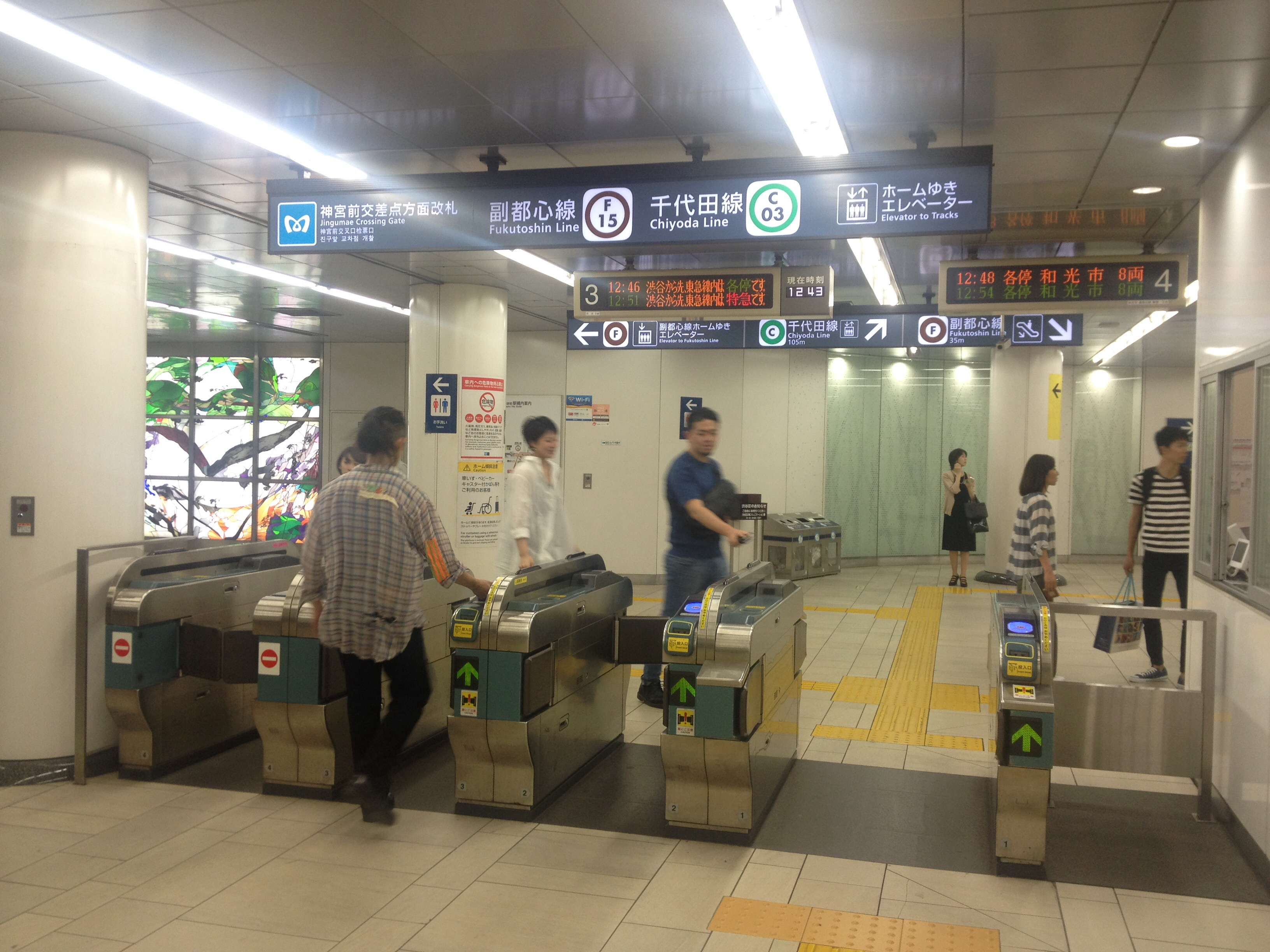
神宮前交差点方面改札口（2018年4月）
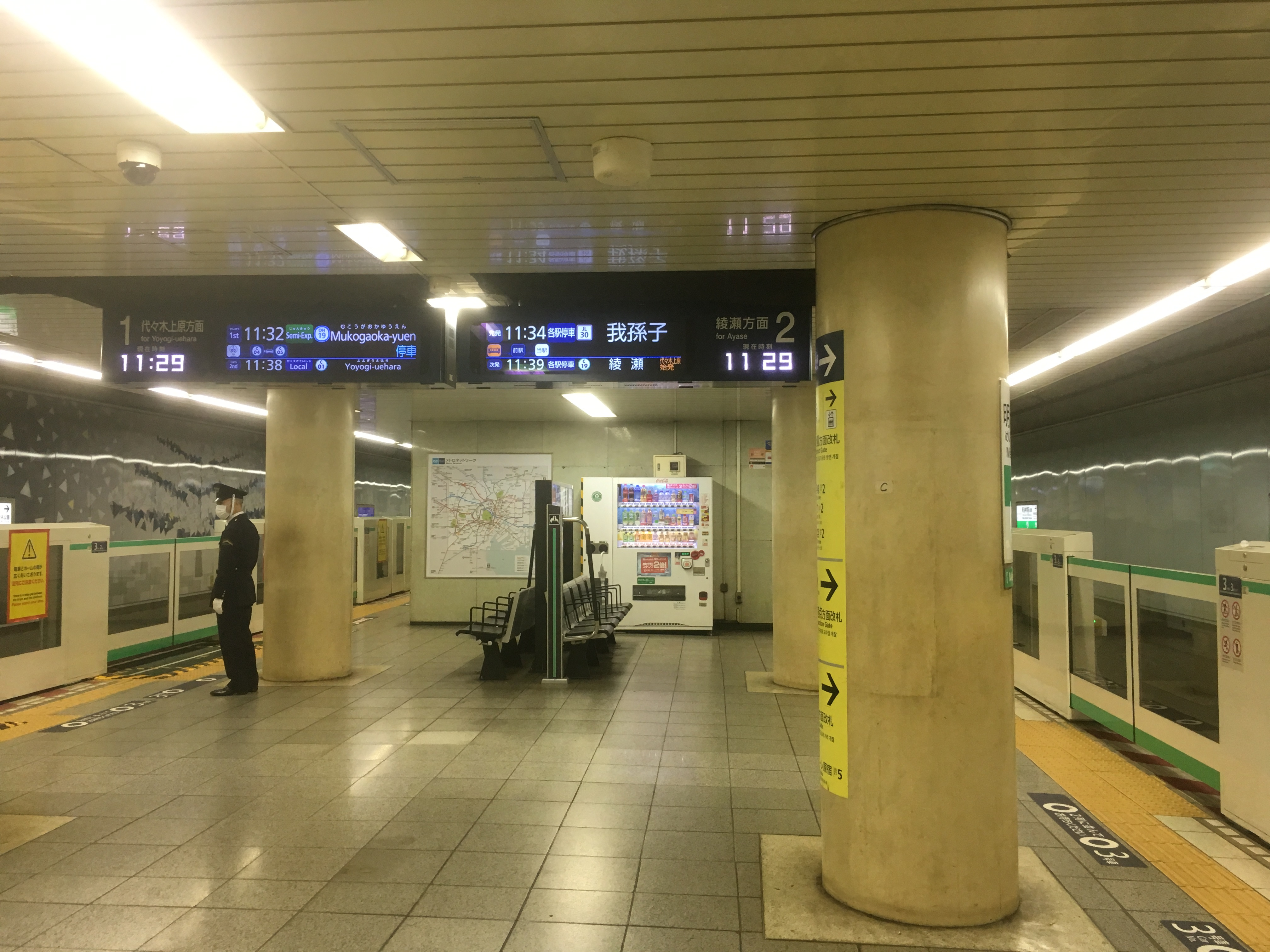
千代田線ホーム（2020年1月）
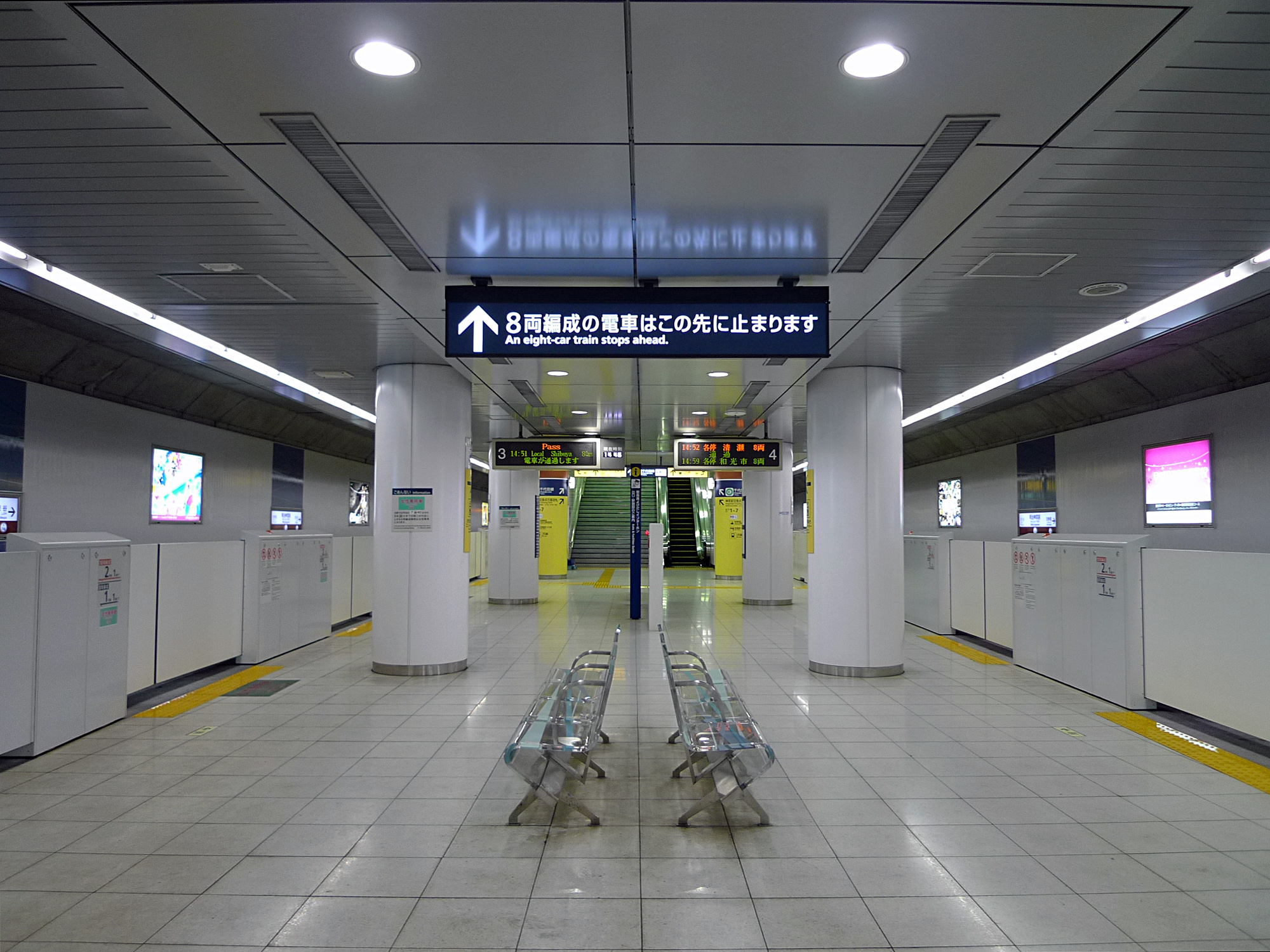
副都心線ホーム（2009年7月）
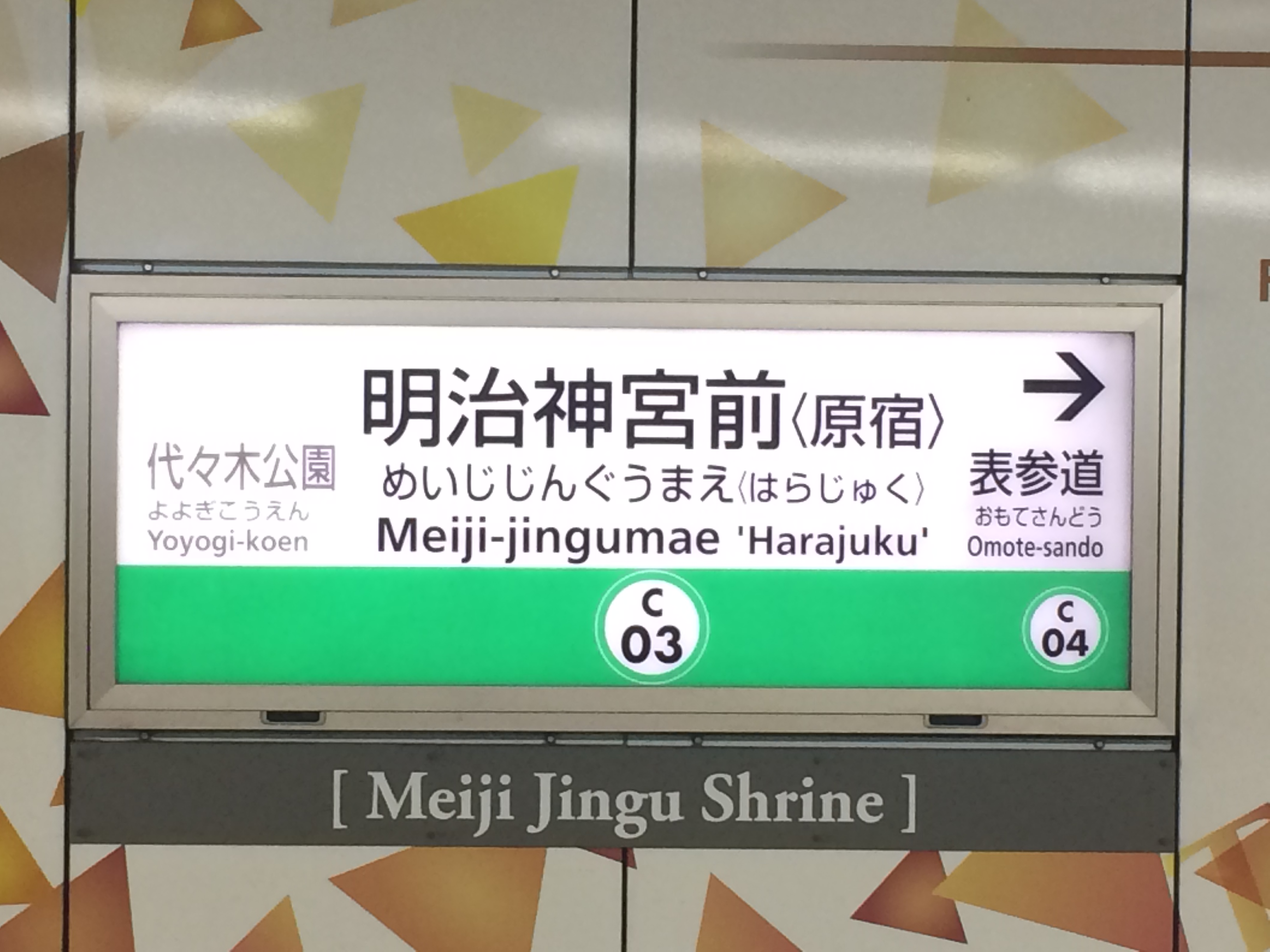
駅名標 「明治神宮前〈原宿〉」と表記され、［Meiji Jingu Shrine］も表記されている（2016年12月）

## 利用状況
- 東京メトロ - 2024年度の1日平均乗降人員は105,665人である[メトロ 1]。
東京メトロ全130駅の中で神谷町駅に次いで第30位。この値は千代田線⇔副都心線間の乗換人員を含まない。
  - 千代田線⇔副都心線間の乗換人員を含んだ、2018年度の路線別1日平均乗降人員は以下の通りである[* 1]。
    - 千代田線 - 118,966人 - 同線内では綾瀬駅、北千住駅、代々木上原駅、大手町駅、表参道駅、西日暮里駅、日比谷駅に次ぐ第8位。
    - 副都心線 - 82,336人 - 同線内では渋谷駅、小竹向原駅、新宿三丁目駅、池袋駅に次ぐ第5位。

### 年度別1日平均乗降人員
近年の1日平均乗降人員は下表の通り。
| 年度               | 営団 / 東京メトロ | 営団 / 東京メトロ |
| 年度               | 1日平均 乗降人員  | 増加率            |
| ------------------ | ----------------- | ----------------- |
| 1992年（平成04年） | 57,927            |                   |
| 1993年（平成05年） | 56,870            | −1.8%             |
| 1994年（平成06年） | 56,505            | −0.6%             |
| 1995年（平成07年） | 55,835            | −1.2%             |
| 1996年（平成08年） | 56,550            | 1.3%              |
| 1997年（平成09年） | 56,184            | −0.6%             |
| 1998年（平成10年） | 55,669            | −0.9%             |
| 1999年（平成11年） | 54,389            | −2.3%             |
| 2000年（平成12年） | 53,575            | −1.5%             |
| 2001年（平成13年） | 52,888            | −1.3%             |
| 2002年（平成14年） | 51,600            | −2.4%             |
| 2003年（平成15年） | 51,076            | −1.0%             |
| 2004年（平成16年） | 52,106            | 2.0%              |
| 2005年（平成17年） | 53,256            | 2.2%              |
| 2006年（平成18年） | 54,729            | 2.8%              |
| 2007年（平成19年） | 58,038            | 6.0%              |
| 2008年（平成20年） | 73,456            | 26.6%             |
| 2009年（平成21年） | 75,434            | 2.7%              |
| 2010年（平成22年） | 74,693            | −1.0%             |
| 2011年（平成23年） | 71,913            | −3.7%             |
| 2012年（平成24年） | 75,365            | 4.8%              |
| 2013年（平成25年） | 87,858            | 16.6%             |
| 2014年（平成26年） | 91,026            | 3.6%              |
| 2015年（平成27年） | 98,131            | 7.8%              |
| 2016年（平成28年） | 103,552           | 5.5%              |
| 2017年（平成29年） | 105,537           | 1.9%              |
| 2018年（平成30年） | 109,528           | 3.8%              |
| 2019年（令和元年） | 111,354           | 1.7%              |
| 2020年（令和02年） | 64,768            | −41.8%            |
| 2021年（令和03年） | 72,293            | 11.6%             |
| 2022年（令和04年） | 86,222            | 19.3％            |
| 2023年（令和05年） | 96,345            | 11.7％            |
| 2024年（令和06年） | 105,665           | 9.7%              |

### 年度別1日平均乗車人員（1972年 - 2000年）
| 年度               | 千代田線 | 出典              |
| ------------------ | -------- | ----------------- |
| 1972年（昭和47年） | 8,583    | [ 東京都統計 1 ]  |
| 1973年（昭和48年） | 11,337   | [ 東京都統計 2 ]  |
| 1974年（昭和49年） | 12,677   | [ 東京都統計 3 ]  |
| 1975年（昭和50年） | 17,317   | [ 東京都統計 4 ]  |
| 1976年（昭和51年） | 18,364   | [ 東京都統計 5 ]  |
| 1977年（昭和52年） | 19,663   | [ 東京都統計 6 ]  |
| 1978年（昭和53年） | 21,493   | [ 東京都統計 7 ]  |
| 1979年（昭和54年） | 22,667   | [ 東京都統計 8 ]  |
| 1980年（昭和55年） | 23,953   | [ 東京都統計 9 ]  |
| 1981年（昭和56年） | 25,573   | [ 東京都統計 10 ] |
| 1982年（昭和57年） | 26,189   | [ 東京都統計 11 ] |
| 1983年（昭和58年） | 26,940   | [ 東京都統計 12 ] |
| 1984年（昭和59年） | 28,145   | [ 東京都統計 13 ] |
| 1985年（昭和60年） | 28,814   | [ 東京都統計 14 ] |
| 1986年（昭和61年） | 30,118   | [ 東京都統計 15 ] |
| 1987年（昭和62年） | 30,751   | [ 東京都統計 16 ] |
| 1988年（昭和63年） | 31,685   | [ 東京都統計 17 ] |
| 1989年（平成元年） | 32,222   | [ 東京都統計 18 ] |
| 1990年（平成02年） | 32,060   | [ 東京都統計 19 ] |
| 1991年（平成03年） | 31,563   | [ 東京都統計 20 ] |
| 1992年（平成04年） | 30,447   | [ 東京都統計 21 ] |
| 1993年（平成05年） | 29,978   | [ 東京都統計 22 ] |
| 1994年（平成06年） | 29,611   | [ 東京都統計 23 ] |
| 1995年（平成07年） | 29,120   | [ 東京都統計 24 ] |
| 1996年（平成08年） | 29,666   | [ 東京都統計 25 ] |
| 1997年（平成09年） | 29,452   | [ 東京都統計 26 ] |
| 1998年（平成10年） | 29,121   | [ 東京都統計 27 ] |
| 1999年（平成11年） | 28,486   | [ 東京都統計 28 ] |
| 2000年（平成12年） | 28,137   | [ 東京都統計 29 ] |

### 年度別1日平均乗車人員（2001年以降）
近年の1日平均乗車人員の推移は下表の通り。
| 年度               | 千代田線 | 副都心線 | 出典              |
| ------------------ | -------- | -------- | ----------------- |
| 2001年（平成13年） | 27,605   | 未 開 業 | [ 東京都統計 30 ] |
| 2002年（平成14年） | 27,178   | 未 開 業 | [ 東京都統計 31 ] |
| 2003年（平成15年） | 26,749   | 未 開 業 | [ 東京都統計 32 ] |
| 2004年（平成16年） | 26,529   | 未 開 業 | [ 東京都統計 33 ] |
| 2005年（平成17年） | 27,085   | 未 開 業 | [ 東京都統計 34 ] |
| 2006年（平成18年） | 27,605   | 未 開 業 | [ 東京都統計 35 ] |
| 2007年（平成19年） | 29,014   | 未 開 業 | [ 東京都統計 36 ] |
| 2008年（平成20年） | 29,247   | 9,275    | [ 東京都統計 37 ] |
| 2009年（平成21年） | 29,699   | 9,888    | [ 東京都統計 38 ] |
| 2010年（平成22年） | 28,906   | 9,772    | [ 東京都統計 39 ] |
| 2011年（平成23年） | 27,698   | 9,536    | [ 東京都統計 40 ] |
| 2012年（平成24年） | 28,218   | 10,754   | [ 東京都統計 41 ] |
| 2013年（平成25年） | 30,339   | 14,920   | [ 東京都統計 42 ] |
| 2014年（平成26年） | 31,586   | 15,151   | [ 東京都統計 43 ] |
| 2015年（平成27年） | 33,615   | 16,637   | [ 東京都統計 44 ] |
| 2016年（平成28年） | 35,129   | 17,890   | [ 東京都統計 45 ] |
| 2017年（平成29年） | 35,537   | 18,663   | [ 東京都統計 46 ] |
| 2018年（平成30年） | 36,679   | 19,411   | [ 東京都統計 47 ] |
| 2019年（令和元年） | 40,721   | 16,107   | [ 東京都統計 48 ] |

備考
1. ↑  1972年10月20日開業。開業日から翌年3月31日までの計163日間を集計したデータ。
2. ↑  2008年6月14日開業。開業日から翌年3月31日までの計291日間を集計したデータ。

## 駅周辺

### 1番出入口
かつてはコクド・プリンスホテル本社が入居していたコクドビルに直結していたが、解体時に閉鎖され、その後出入口が再建された。
- 国立代々木競技場
- NHK放送センター
- NHKホール

### 2番出入口
- JR東日本山手線原宿駅
- 明治神宮
- 代々木公園

### 3番出入口
- 渋谷区立原宿外苑中学校

### 4番出入口
- 渋谷区役所神宮前出張所・渋谷区神宮前区民会館・渋谷区神宮前敬老館
- 神宮前六郵便局
- ワールド・ハイビジョン・チャンネル本社

### 5番出入口
- ラフォーレ原宿
- H&M原宿店

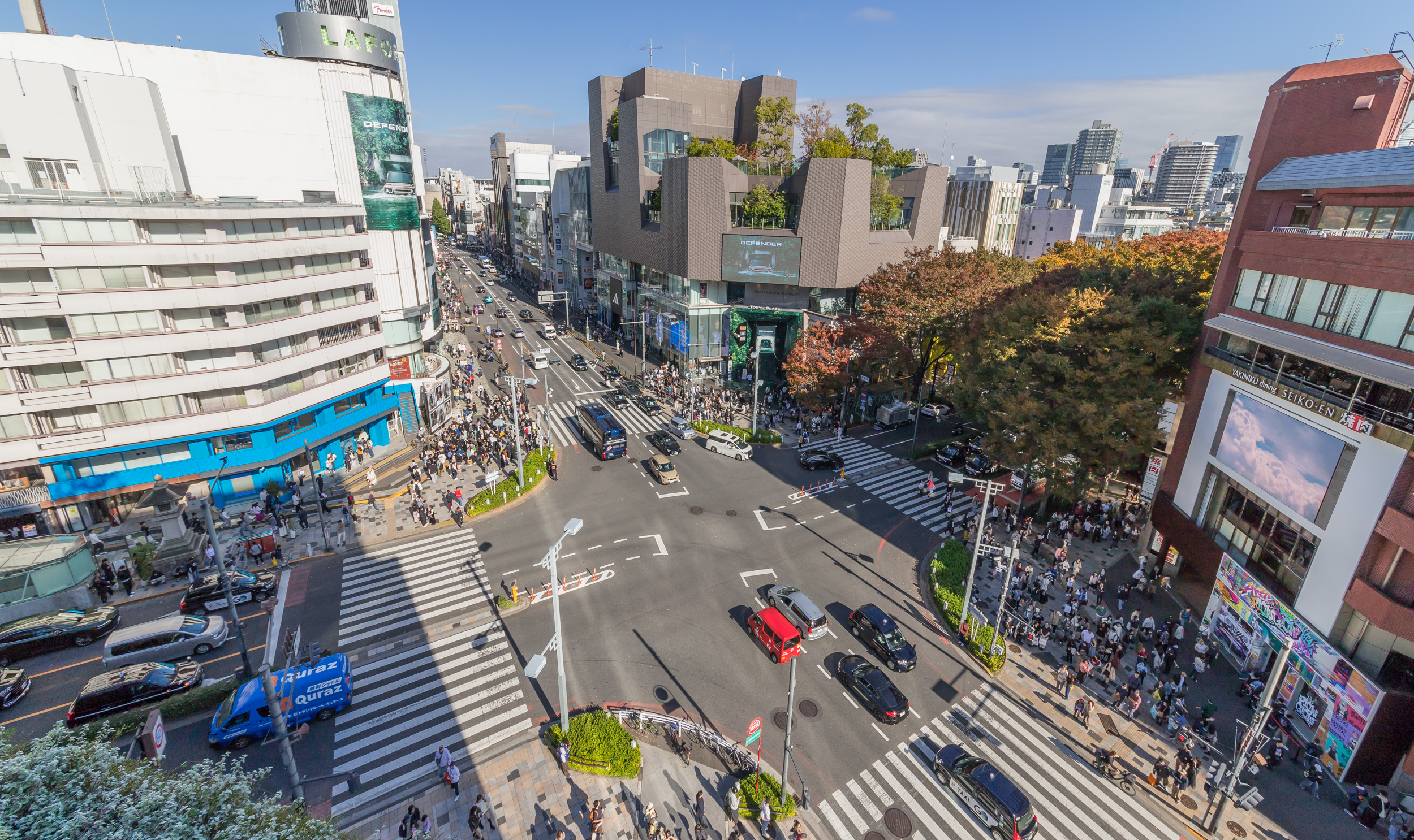
5番出入口のある神宮前交差点

- 表参道ヒルズ（同潤会青山アパートメント跡地）
- 浮世絵 太田記念美術館
- パレフランス
- 東郷神社
- 東郷記念館
- 渋谷区立中央図書館
- 原宿警察署
- BS朝日

### 6番出入口
- ヴェロックスビル

### 7番出入口
- コロンバン原宿本社
- 原宿リハビリテーション病院

### エレベーター専用出入口
- 東急プラザ表参道原宿
- YMスクウェア
- 表参道ヒルズ
- 伊藤病院
- 渋谷区立神宮前小学校

## バス路線
最寄りのバス停留所は原宿駅前・表参道・原宿駅入口・明治神宮・明治神宮前駅となる。
このうち原宿駅前・原宿駅入口・明治神宮については「原宿駅#バス路線」を参照。
表参道
- 都営バス
  - 早81：早大正門行
  - 池86：渋谷駅東口（循環） / 池袋駅東口行・池袋サンシャインシティ行・早稲田行

明治神宮前駅
- 渋谷区（東急バスに運行委託）
  - ハチ公バス神宮の杜ルート：表参道駅・千駄ケ谷駅・参宮橋・代々木駅方面

## 隣の駅
東京地下鉄（東京メトロ）
 千代田線

代々木公園駅 (C 02) - 明治神宮前〈原宿〉駅 (C 03) - 表参道駅 (C 04)
 副都心線

■急行・■通勤急行
新宿三丁目駅 (F 13) - 明治神宮前〈原宿〉駅 (F 15) - 渋谷駅 (F 16)
■各駅停車
北参道駅 (F 14) - 明治神宮前〈原宿〉駅 (F 15) - 渋谷駅 (F 16)

#### 利用状況に関する資料
東京地下鉄の1日平均利用客数
1. 1 2 3  “各駅の乗降人員ランキング”.   東京地下鉄. 2025年6月23日時点のオリジナルよりアーカイブ。2025年6月27日閲覧。
2. ↑  “各駅の乗降人員ランキング(2020年度)”.   東京地下鉄. 2023年6月27日閲覧。
3. ↑  “各駅の乗降人員ランキング(2021年度)”.   東京地下鉄. 2023年6月27日閲覧。
4. ↑  “各駅の乗降人員ランキング(2022年度)”.   東京地下鉄. 2024年6月25日閲覧。
5. ↑  “各駅の乗降人員ランキング”.   東京地下鉄. 2024年6月25日閲覧。

地下鉄の統計データ
1. 1 2  レポート - 関東交通広告協議会
2. 1 2  渋谷区勢概要 - 渋谷区
3. ↑  東京都統計年鑑 - 東京都

東京都統計年鑑
1. ↑  昭和47年
2. ↑  昭和48年
3. ↑  昭和49年
4. ↑  昭和50年
5. ↑  昭和51年
6. ↑  昭和52年
7. ↑  昭和53年
8. ↑  昭和54年
9. ↑  昭和55年
10. ↑  昭和56年
11. ↑  昭和57年
12. ↑  昭和58年
13. ↑  昭和59年
14. ↑  昭和60年
15. ↑  昭和61年
16. ↑  昭和62年
17. ↑  昭和63年
18. ↑  平成元年
19. ↑  平成2年
20. ↑  平成3年
21. ↑  平成4年
22. ↑  平成5年
23. ↑  平成6年
24. ↑  平成7年
25. ↑  平成8年
26. ↑  平成9年
27. ↑  平成10年 (PDF)
28. ↑  平成11年 (PDF)
29. ↑  平成12年
30. ↑  平成13年
31. ↑  平成14年
32. ↑  平成15年
33. ↑  平成16年
34. ↑  平成17年
35. ↑  平成18年
36. ↑  平成19年
37. ↑  平成20年
38. ↑  平成21年
39. ↑  平成22年
40. ↑  平成23年
41. ↑  平成24年
42. ↑  平成25年
43. ↑  平成26年
44. ↑  平成27年
45. ↑  平成28年
46. ↑  平成29年
47. ↑  平成30年
48. ↑  平成31年・令和元年